# Wolfgang Lehmacher

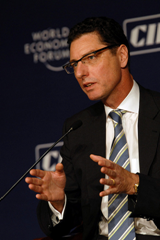
Wolfgang Lehmacher beim World Economic Forum India Economic Gipfel 2008

Wolfgang Lehmacher (* 4. Juni 1960 in Bonn) ist Fachbuchautor, Berater und Unternehmer. Er ist spezialisiert auf das Gebiet Supply Chain, Transport und Logistik.
Lehmacher war während seiner Laufbahn in Projekte im Bereich der Supply Chain involviert. Zu den Stationen seiner Laufbahn in der Wirtschaft und bei internationalen Organisationen zählen die Positionen als Präsident und CEO von GeoPost Intercontinental und Vorstandsmitglied bei GeoPost, der Expresspaket-Holding von Groupe La Poste sowie als Director Supply Chain and Transport Industries beim World Economic Forum.

## Werdegang
Lehmacher lebte und arbeitete unter anderem in Paris, Shanghai und New York, wo er in leitenden Funktionen in Wirtschaftsunternehmen und internationalen Organisationen tätig war.
Seine berufliche Laufbahn begann Lehmacher 1980 beim Deutschen Roten Kreuz in der Zentrale für Ambulanzflüge. Er war im Zuge seiner Entwicklung in verschiedenen Initiativen in der Kurier-, Express- und Paket-Branche (KEP) involviert. Diese umfassten unter anderem den Aufbau von GD Express Worldwide, ein Joint Venture von fünf Postorganisationen – Deutsche, Französische, Niederländische, Schwedische und Kanadische Post – als Local Truck Manager in Deutschland (1991–1992). Des Weiteren war er verantwortlich für das deutsche EMS International Joint Venture von Deutsche Bundespost und TNT Express Worldwide (1994–1996), für die Ausweitung des Geschäftes von TNT Express Worldwide in Osteuropa und dem östlichen Mittelmeerraum (1997–1999), für die europäische Expansion der französischen La Poste (1999–2001), als Senior Vice President GeoPost und Geschäftsführer von GeoPost für die Integration des europäischen Paketnetzwerkes DPD in die La Poste-Gruppe (2001–2005) sowie anschließend für die weltweite Expansion des Paketgeschäftes (2005–2010).
Als Präsident und CEO der GeoPost Intercontinental führte er die globale Expansion des Express-Paketgeschäftes. In seinen Verantwortungsbereich fielen neben operativen Einheiten in Europa unter anderem die Regionen Russland und die GUS-Staaten, Afrika, die Türkei und der Nahe Osten, Asien und Ozeanien sowie der amerikanische Kontinent. Mittels eines Modells aus Partnerschaften und gezielten strategischen Investitionen legte Lehmacher die Grundlagen für den globalen „Footprint“ der La Poste und etablierte das globale Express-Paket-Netzwerk der Gruppe. Ende 2014 übernahm Lehmacher die Verantwortung für die Leitung des Bereichs Supply Chain and Transport Industries beim World Economic Forum.

## Vortragsveranstaltungen
Lehmacher hält regelmäßig Vorträge auf Veranstaltungen – in der Vergangenheit zum Beispiel auf Konferenzen, die vom Weltwirtschaftsforum organisiert wurde, u. a. zu den Themen „After the Fallout: A New Global Corporate Landscape?“, „Transforming Urban Transportation“, „The Asian Consumer: A Sustainability Champion in the Making?“ und „Urbanization: The Unstoppable Global Trend“.
Lehmacher sprach unter anderem auch auf dem Deutsche Logistik-Kongress in Berlin, dem Global Competitiveness Forum in Riyadh und dem Boao Forum in China, die Triangle Events, der INK Conference in association with TED und dem Horasis Global Russia Business Meeting. Ferner gibt Lehmacher bei verschiedenen Institutionen, wie dem MIT Centre of Transportation and Logistics und der Frankfurt School sowie der Cologne Business School sein Wissen und seine Erfahrungen weiter.

## Mitgliedschaften
Lehmacher engagiert sich in verschiedenen Vereinigungen und Expertengremien mit dem Ziel der Förderung von Supply Chain, der Transport- und Logistik-Branche sowie von nachhaltigem Verhalten. Unter anderem ist er Mitglied in der Bundesvereinigung Logistik, dem Club of Logistics sowie im Rat der Logistikweisen, ein Think Tank unter der Schirmherrschaft des Bundesministeriums für Verkehr und digitale Infrastruktur. Zudem ist er Fürsprecher für die Prinzipien des United Nations Global Compact (UNGC) und der „Partnering Against Corruption Initiative“ (PACI). Er ist Mitglied des Board of Governors of the Universal AI University in Mumbai, zudem ist er im Beirat der aidha in Singapur, der weltweit ersten Micro-Business-School und Jurymitglied des IATA Air Cargo Innovation Awards sowie des Automotive Logistics Awards Europe.

## Veröffentlichungen
- Korruptionsprävention – Rahmenbedingungen, Umsetzung und Sicht der Unternehmensleitung (mit Jürgen Pauthner). In: Fraud Management – Der Mensch als Schlüsselfaktor gegen Wirtschaftskriminalität, Frankfurt School Verlag, 2012.
- Wie Logistik unser Leben prägt. Der Wertbeitrag logistischer Lösungen für Wirtschaft und Gesellschaft. Springer Gabler, 2013. ISBN 978-3-8349-4295-1
- Investitionen in Logistik und Infrastruktur in Deutschland und den BRICS. In: Praxishandbuch Logistik, 2013.
- Digitale Revolution in der Supply Chain. In: Consulting 2015, F.A.Z. Institut, 2014.
- Logistik im Zeichen der Urbanisierung. Versorgung von Stadt und Land im digitalen und mobilen Zeitalter. Springer Gabler, 2015. ISBN 978-3-658-07773-0
- Globale Supply Chain. Technischer Fortschritt, Transformation und Circular Economy. Springer Gabler, 2016. ISBN 978-3-658-10158-9
- Steht unsere Versorgung auf dem Spiel? Über terroristische Bedrohungen entlang der Supply Chain. Springer Gabler, 2017. ISBN 978-3-658-14687-0
- The Global Supply Chain. How Technology and Circular Thinking Transform Our Future (englisch). Springer, 2017. ISBN 978-3-319-51114-6
- Digital einkaufen: Warum wir unsere Wohnzimmer in Marktplätze verwandelt haben. Springer, 2018. ISBN 978-3-658-14732-7
- Digitizing and Automating Processes  in Logistics. In: Disrupting Logistics: Startups, Technologies, and Investors Building Future Supply Chains, Springer Gabler, 2021.
- Circular Economy – 7. Industrielle Revolution: Der Weg zu mehr Nachhaltigkeit durch Kreislaufwirtschaft (mit Johann Bödecker). Springer Gabler, 2023. ISBN 978-3-658-41310-1
- Sustainable Business Through Circularity: A Practical Framework for Small- and Medium-Sized Enterprises in Europe (mit Milon Gupta und Anh Dao). In: Circular Economy and Sustainable Development. A Necessary Nexus for a Sustainable Future. Springer Gabler, 2024.
- Applied Quantum Computing with Dynex: From Qubits to Unlocking the Future of Computing (Contributor). Dynex Moonshots, 2025.

Zudem ist Lehmacher Autor mehrerer Artikel und Whitepapers, sowie diverser Blog-Beiträge, die hauptsächlich die Themen im Bereich Supply Chain, Transport und Logistik behandeln.